# اقتل بيل الجزء 1
اقتل بيل: الجزء الأول هو فيلم أمريكي قتالي أُنتج عام 2003 من تأليف وإخراج كوينتن تارانتينو. أدت دور البطولة أوما ثورمان بدور العروس، التي أقسمت على النيل من فريق من القتلة (لوسي ليو، ومايكل مادسن، وداريل هانا، وفيفيكا أ. فوكس) وزعيمهم بيل (ديفيد كارادين)، بعد أن حاولوا قتلها هي وطفلها الذي لم يُولد بعد.
صور تارنتينو الفيلم إجلالًا لسينما غريند هاوس بما في ذلك أفلام فنون القتال، وأفلام الساموراي، وأفلام بلاكسبلويتيشن، وويسترن سباغيتي. يتميز بعرض مشاهد أنيميشن ضمن الفيلم من إنتاج آي جي. أُنتج فيلما كيل بيل الأولان من قبل شركة واحدة، وكان من المفترض أن يصدر الفيلمان معًا، إلا أن الفيلم الكامل كانت مدته أكثر من أربع ساعات لذا قُسم إلى قسمين. أصبح الجزء الأول أحد أكثر أفلام تارانتينو نجاحًا وربحًا في ذلك الوقت، إذ حصل على أكثر من 180 مليون دولار في شباك التذاكر. صدر الجزء الثاني من كيل بيل في العام التالي في 16 أبريل عام 2004.

## طاقم التمثيل
- العروس: أوما ثورمان
- بيل: ديفيد كارادين
- قاتلة: شياكي كورياما

## الحبكة
امرأة في فستان الزفاف، وهي العروس، جريحة ملقية على الأرض في كنيسة إل باسو في تكساس بعد أن تعرضت للهجوم من قبل فرقة الأفعى المميتة للقتل. تُخبر زعيمَهم بيل قبل أن يطلق عليها النار أنها حامل بطفله، فيطلق عليها النار في رأسها مع ذلك.
بعد أربع سنوات لاحقًا، وبعد أن نجت من الهجوم، تذهب العروس إلى منزل فيرنيتا غرين مخططةً لقتلها. كانت كلتا المرأتين عضوًا في فرقة القتل التي تفككت منذ ذلك الحين. تكون فيرينيتا حاليًا ربة منزل لأسرة عاجية في الضواحي وتعيش حياة عادية. تنخرط المرأتان في قتال بالسكاكين، ولكن يقاطعهما وصول ابنة فيرنيتا الصغيرة نيكي. توافق العروس على لقاء فيرينيتا ليلًا لتسوية الأمر، ولكن تحاول فيرنيتا مباغتتها بمسدس مخبأ في علبة حبوب الإفطار، فتتهرب العروس من إطلاق النار وترمي السكين في صدر فيرينيتا فتقتلها. تشهد نيكي عملية القتل، وتعترف العروس بأن نيكي قد تبحث عنها يومًا ما للثأر لوالدتها.
قبل أربع سنوات، يوم الحادث، تحقق الشرطة في المذبحة الحاصلة في كنيسة الزفاف. يكتشف شريف أن العروس على قيد الحياة ولكنها في غيبوبة. في المستشفى، تستعد إيلي درايفر المسماة الأفعى القاتلة لاغتيال العروس عن طريق الحقنة المميتة، إلا أن بيل يوقف المهمة في اللحظة الأخيرة، معتبرًا أنه من المعيب قتل العروس وهي غير قادرة عن الدفاع عن نفسها.
تستيقظ العروس من غيبوبتها التي استمرت أربع سنوات، وتذعر عندما تكتشف أنها لم تعد حامل. تقتل رجلًا كان ينوي اغتصابها في المستشفى وممرضًا كان يتاجر بجسدها خلال غيبوبتها. تأخذ شاحنة الممرض وتعلّم نفسها المشي مجددًا.
عازمةً على قتل بيل وأعضاء الفرقة الأربعة الآخرين، تختار العروس هدفها الأول، وهو «أو رين إيشي» زعيمة فرقة الياكوزا في طوكيو حاليًا. قُتل والدا «أو رين» على يد أحد زعماء الياكوزا عندما كانت طفلة. تقتل «أو رين» هذا الزعيم عندما تبلغ وتصبح زعيمة الياكوزا بدلًا منه بصفتها إحدى أكثر القتلة احترافًا. تسافر العروس إلى أوكيناوا باليابان للحصول على سيف من السيوف الأسطورية التي يصنعها هاتوري هانزو الذي كان عازمًا على عدم صناعتها مجددًا. لكن، بعد أن يعرف أن هدفها هو بيل طالبه السابق، يتراجع عن قراره ويصنع لها سيفًا.
في أحد مطاعم طوكيو، هاوس أوف بلو ليفز، تتغلب العروس على فرقة «أو رين» المكونة من نخبة المقاتلين، من بينهم كريزي 88 وحارستها الشخصية تلميذة المدرسة غوغو يوباري. تتبارز العروس مع «أو رين» في حديقة المطعم الياباني وتتفوق عليها وتقطع رأسها بضربة بالسيف. تُعذب صوفي فاتالي، وهي مساعدة« أو رين» الشخصية، للحصول على معلومات عن بيل وتتركها على قيد الحياة كتهديد. يسأل بيل صوفي إن عرفت العروس أن ابنتها على قيد الحياة.

## الميزانية والإيرادات
بلغت تكلفة إنتاج الفيلم حوالي 30 مليون دولار بينما حقق أرباحا تقدر بـ 180,949,045 دولار.

## وصلات خارجية
- الموقع الرسمي
- اقتل بيل الجزء 1 على موقع IMDb (الإنجليزية)
- اقتل بيل الجزء 1 على موقع ميتاكريتيك (الإنجليزية)
- اقتل بيل الجزء 1 على موقع الموسوعة البريطانية (الإنجليزية)
- اقتل بيل الجزء 1 على موقع روتن توميتوز (الإنجليزية)
- اقتل بيل الجزء 1 على موقع نتفليكس (الإنجليزية)
- اقتل بيل الجزء 1 على موقع قاعدة بيانات الأفلام العربية
- اقتل بيل الجزء 1 على موقع ألو سيني (الفرنسية)
- اقتل بيل الجزء 1 على موقع Turner Classic Movies (الإنجليزية)
- اقتل بيل الجزء 1 على موقع أول موفي (الإنجليزية)
- اقتل بيل الجزء 1 على موقع بوكس أوفيس موجو (الإنجليزية)